# Грозгипронефтехим
Грозненский государственный институт по проектированию предприятий нефтеперерабатывающей и нефтехимической промышленности (Грозгипронефтехим) — проектная организация, работавшая в сфере проектирования предприятий нефтепереработки, располагавшаяся в Грозном.

## История
Предприятие было создано 30 сентября 1925 года распоряжением объединения грозненской нефтяной промышленности «Грознефть». Первоначально организация называлась «Проектно-сметное бюро конторы новых сооружений по переработке нефти и газа „Заводстрой“». В 1930 году бюро было объединено с проектным бюро технического отдела «Грознефти» и объединённая организация получила название «Проектный отдел строительного управления государственного треста грозненской и кубанско-черноморской нефтяной и газовой промышленности „Грознефть“». В дальнейшем институт претерпел целый ряд реорганизаций, пока в 1974 году не получил название «Грозгипронефтехим».
Институтом были разработаны проекты нефтеперерабатывающих заводов в Махачкале, Казани, Туапсе, Ростове-на-Дону, техническая документация на проекты Майкопских, Вознесенских, Калужских, Ильских, Крымских нефтепромыслов, катализаторные фабрики, нефетпромысловые объекты. Среди других проектов института парафиновый завод в Грозном, сажевый завод на Майкопских нефтепромыслах, установки для производства высокооктанового топлива и других нефтепродуктов, установки каталитического крекинга, нефтепроводы, водопроводы Терского и Алдынского районов, ливнезащита Заводского района, водохранилище, водоснабжение и теплофикация Грозного.
17 февраля 1976 года институт был награждён орденом «Знак Почёта».

## Одноимённые организации
С 2001 по 2011 годы в Грозном существовала организация ФГУП «Грозгипронефтехим», с 2011 по 2017 — ОАО «Грозгипронефтехим».